# Église Notre-Dame de Préty
L'église Notre-Dame de Préty est une église située sur le territoire de la commune de Préty dans le département français de Saône-et-Loire et la région Bourgogne-Franche-Comté.

## Protection
Elle fait l'objet d'une inscription au titre des monuments historiques depuis le 12 mars 1935.

## Culte
Édifice consacré du diocèse d'Autun relevant de la paroisse Saint-Philibert en Tournugeois (siège à Tournus) – qui en est affectataire au titre de la loi de 1905 –, l'église de Préty est, plusieurs siècles après sa construction, un lieu de culte catholique.